# Kannada
Kannada (ಕನ್ನಡ) is een van de oudste Dravidische talen en wordt in allerlei dialecten door zo'n 38 miljoen mensen als moedertaal gesproken.
Kannada wordt door de Kannadiga gesproken in de Indiase staat Karnataka en in de aangrenzende staten van Karnataka. Ten gevolge van emigratie zijn er ook buiten India gemeenschappen Kannada-sprekers te vinden, vooral in de westerse wereld en het Midden-Oosten.
In Europa wordt het Kannada onderwezen aan de Ludwig-Maximilians-Universität (Universiteit van München, Duitsland), waar het sinds 2000 een van de specialiteiten van het instituut voor Indologie van die universiteit is.
Voorbeeld van een Kannada-schriftteken: ಈ.

## Trivia
- In 2025 won de Indiase schrijfster Banu Mushtaq, die in het Kannada schrijft, de International Booker Prize met haar boek Heart Lamp, vertaald door Deepa Bhasthi.[3]

## Media
- Samyukta Karnataka is een Kannada-ochtendkrant en het oudste dagblad in de deelstaat Karnataka.
- Sanjevani is een Indiase Kannada-talige krant, uitgegeven in Bangalore, Karnataka.
- Udayavani is een Kannada-krant in de Indiase deelstaat Karnataka
- Vijaya Karnataka is een Kannada-krant, gevestigd in Bangalore.

## Externe links

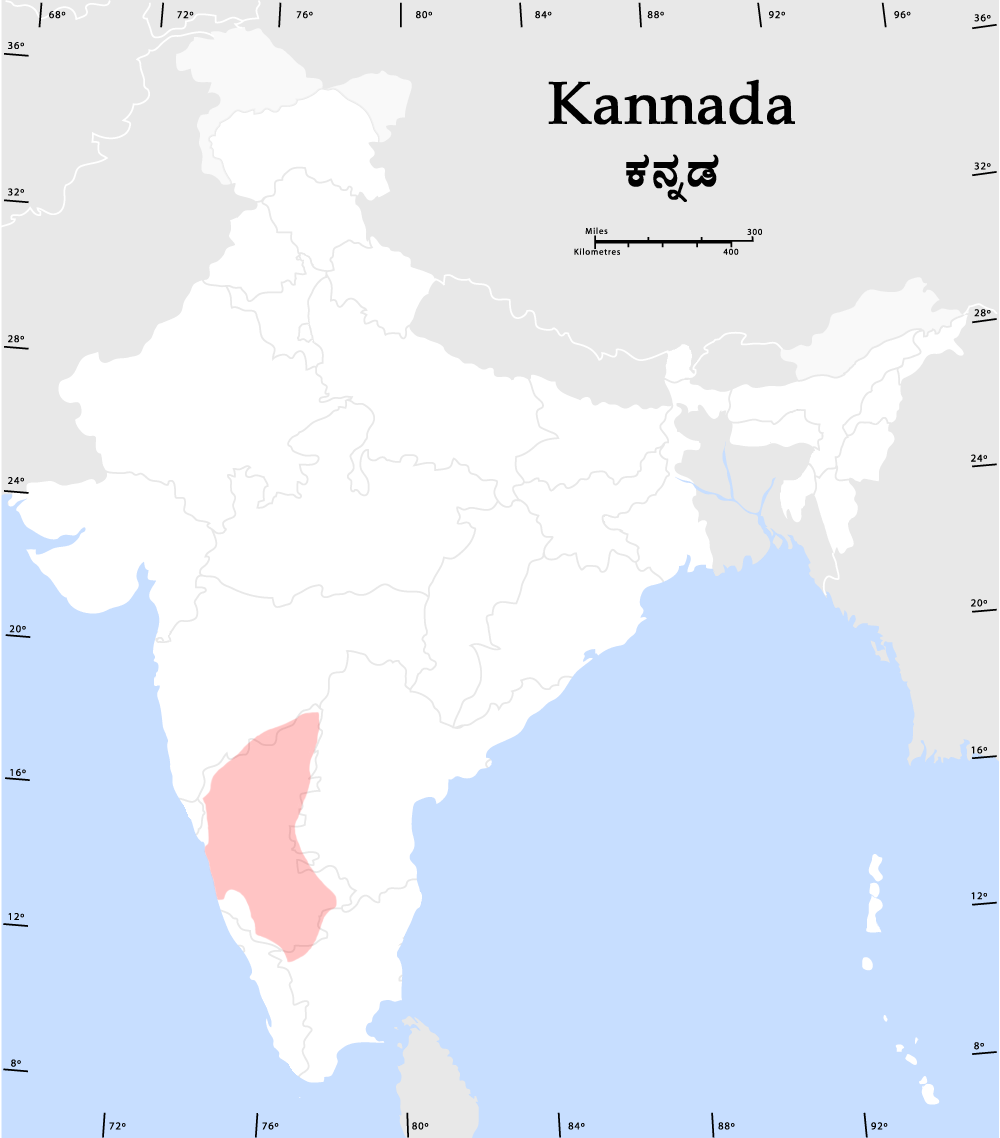
Gebied in India, waar Kannada wordt gesproken.